# Dennis Evans
Dennis Joseph Evans (Liverpool, 18 maggio 1930 – Londra, 23 febbraio 2000) è stato un calciatore inglese, di ruolo difensore.

## Carriera
Nato a Liverpool, inizia la propria carriera calcistica tra le file dell'Ellesmere Port Town. Dopo aver fallito un provino per il Wolverhampton, nel gennaio 1951 l'Arsenal decide di fargli firmare il suo primo contratto da calciatore professionista. Fa il proprio debutto ufficiale con la maglia dei Gunners il 22 agosto 1953, in una gara contro l'Huddersfield Town. Con il passare degli anni, Evans continuò ad essere impiegato come titolare, divenendo così un punto fermo della squadra. 
Nel corso dell'annata 1955-1956 si contraddistinse per un episodio in particolare: durante una gara contro il Blackpool, in cui l'Arsenal era in vantaggio per 4-0, Evans sentì un fischio dalla folla, pensando erroneamente che l'arbitro avesse fischiato la fine della partita; dopodiché, preso dall'euforia, calciò la palla all'interno della porta difesa dal suo compagno Con Sullivan. L'autorete venne convalidata e la gara terminò 4-1.
Il 29 agosto 1959, in occasione di una gara contro il Wolverhampton, Evans subisce un grave infortunio alla caviglia, che lo fece rimanere fermo per diversi mesi. Dopo essersi ripreso, perde definitivamente il posto da titolare a discapito di Billy McCullough. Disputa la sua ultima gara con la maglia dell'Arsenal il 16 gennaio 1960, giocata contro i rivali del Tottenham. Da lì in poi Evans non viene più convocato in prima squadra. Rimase un tesserato dei Gunners fino al 1º luglio 1963, data del suo definitivo ritiro dalle attività agonistiche.